# مجموعه اژدها
مجموعه اژدها (انگلیسی: Dragon Collection) یک بازی ویدئویی اجتماعی برای سکو‌های اندروید، آی‌اواس، آی-مود و ای‌زی‌وب می‌باشد که توسط کونامی توسعه و نشر پیدا کرده است.
یک مجموعهٔ تلویزیونی انیمه با اقتباس از این بازی در سال ۲۰۱۴ منتشر شده است.